# Мічел
Хосе Мігель Гонсалес Мартін дель Кампо (ісп. José Miguel González Martín del Campo), також відомий як Мічел (ісп. Míchel, нар. 23 березня 1963, Мадрид) — іспанський футболіст, що грав на позиції півзахисника. По завершенні ігрової кар'єри — тренер.
Є вихованцем і майже всю кар'єру провів у складі клубу «Реал Мадрид», з яким став шестиразовим чемпіоном Іспанії, чотириразовим володарем Суперкубка Іспанії, триразовим володарем Кубка Іспанії з футболу та дворазовим володарем Кубка УЄФА. Також виступав за національну збірну Іспанії і представляв країну в двох чемпіонатах світу і одному чемпіонаті Європи.
Як тренер очолював ряд іспанських клубів, проте найбільше досяг з «Олімпіакосом», якому допоміг стати чемпіоном та володарем Кубка Греції.

## Клубна кар'єра
Вихованець кантери мадридського «Реала», в яку потрапив у віці тринадцяти років. 1981 року підписав контракт з «вершковими» і став виступати за другу «реалівську» команду, з якою у сезоні 1983/84 виграв Сегунду. Будучи одним з лідерів тієї переможної команди, Мічел одразу по завершенню сезону був переведений до основної команди, в якій провів дванадцять сезонів, взявши участь у 404 матчах чемпіонату. Більшість часу, проведеного у складі мадридського «Реала», був основним гравцем команди. За цей час шість разів виборював титул чемпіона Іспанії, тричі ставав володарем кубка Іспанії з футболу, двічі володарем Кубка УЄФА.
Завершив професійну ігрову кар'єру у мексиканському клубі «Атлетіко Селая», за який виступав протягом сезону 1996-97 років.

## Виступи за збірну
20 листопада 1985 року дебютував в офіційних матчах у складі національної збірної Іспанії в товариській грі проти збірної Австрії.
У складі збірної був учасником чемпіонатів світу 1986 року у Мексиці та 1990 року в Італії (причому на другому Мічел відмітився хет-триком у ворота збірної Південної Кореї), а також чемпіонату Європи 1988 року у ФРН.
Завершив кар'єру в збірній 1992 року у віці 29 років, після того як команду очолив Хав'єр Клементе, який відмовився від послуг Мічела. Всього протягом кар'єри у національній команді, яка тривала 8 років, провів у формі головної команди країни 66 матчів, забивши 21 гол.

## Кар'єра тренера
Розпочав тренерську кар'єру, повернувшись до футболу після невеликої перерви, 2005 року, очоливши тренерський штаб клубу «Райо Вальєкано» з третього за рівнем дивізіону Іспанії. До цього він працював коментатором і вів колонку в газеті «As». Клуб чекав виходу в другий дивізіон, але посів лише п'яте місце. І 2006 року Мічел очолив дубль мадридського «Реала» — «Кастілью», а також був призначений керуючим тренерською базою головного клубу.
Наприкінці квітня 2009 року змінив Віктора Муньоса на посту головного тренера «Хетафе», допоміг клубу уникнути вильоту з Прімери, після чого підписав контракт на 2 роки. У «Хетафе» під керівництвом Мічела деякий час виступав його син Адріан, який також є вихованцем школи мадридського «Реала».
7 лютого 2012 року Мічел став новим головним тренером іспанської «Севільї», змінивши на цій посаді Марселіно Гарсію, який був звільнений з займаної посади за незадовільні результати. Контракт підписаний до кінця сезону 2011/12 з можливістю продовження ще на сезон. 14 січня 2013 року звільнений через незадовільні результати команди (13-е місце після 19-го туру чемпіонату Іспанії 2012/13).
4 лютого 2013 року призначений головним тренером грецького клубу «Олімпіакоса» (Пірей), замінивши на цій посаді Антоніос Нікополідіса. Контракт підписаний строком на 2,5 року. В першому ж сезоні допоміг стати пірейцям чемпіонами та володарями Кубка Греції. В січні 2015 року покинув клуб.
19 серпня 2015 року Мічел очолив «Олімпік» з Марселю, проте в квітні 2016 був звільнений за незадовільні результати команди.
7 березня Мічел очолив іспанську «Малагу», яка під його крівництвом завершила сезон 2016/17 у середині турнірної таблиці Прімери. Тренерський контракт було розраховано до літа 2018 року, проте вже 13 січня 2018 його було розірвано через незадовільні результати команди, яка на той час знаходилася на останньому місці турнірної таблиці сезону 2017/18.

## Статистика

### Клубна
| Чемпіонат | Чемпіонат        | Чемпіонат        | Ліга | Ліга | Кубок         | Кубок         | Всього | Всього |
| Сезон     | Клуб             | Ліга             | Ігри | Голи | Ігри          | Голи          | Ігри   | Голи   |
| Іспанія   | Іспанія          | Іспанія          | Ліга | Ліга | Кубок Іспанії | Кубок Іспанії | Всього | Всього |
| --------- | ---------------- | ---------------- | ---- | ---- | ------------- | ------------- | ------ | ------ |
| 1984/85   | «Реал Мадрид»    | Ла Ліга          | 26   | 2    | 8             | 2             | 43     | 7      |
| 1985/86   | «Реал Мадрид»    | Ла Ліга          | 31   | 5    | 5             | 0             | 48     | 9      |
| 1986/87   | «Реал Мадрид»    | Ла Ліга          | 44   | 5    | 6             | 0             | 58     | 5      |
| 1987/88   | «Реал Мадрид»    | Ла Ліга          | 35   | 14   | 7             | 1             | 50     | 19     |
| 1988/89   | «Реал Мадрид»    | Ла Ліга          | 36   | 13   | 10            | 2             | 51     | 15     |
| 1989/90   | «Реал Мадрид»    | Ла Ліга          | 37   | 8    | 6             | 0             | 46     | 10     |
| 1990/91   | «Реал Мадрид»    | Ла Ліга          | 36   | 8    | 4             | 1             | 46     | 10     |
| 1991/92   | «Реал Мадрид»    | Ла Ліга          | 38   | 11   | 6             | 3             | 54     | 16     |
| 1992/93   | «Реал Мадрид»    | Ла Ліга          | 37   | 9    | 6             | 1             | 51     | 13     |
| 1993/94   | «Реал Мадрид»    | Ла Ліга          | 37   | 11   | 4             | 1             | 47     | 14     |
| 1994/95   | «Реал Мадрид»    | Ла Ліга          | 13   | 2    | 0             | 0             | 18     | 2      |
| 1995/96   | «Реал Мадрид»    | Ла Ліга          | 33   | 6    | 1             | 1             | 42     | 8      |
| Мексика   | Мексика          | Мексика          | Ліга | Ліга |               |               |        |        |
| 1996/97   | «Атлетіко Селая» | Прімера Дивізіон | 34   | 9    |               |               |        |        |
| Країна    | Іспанія          | Іспанія          | 404  | 94   |               |               |        |        |
| Країна    | Мексика          | Мексика          | 34   | 9    |               |               |        |        |
| Всього    | Всього           | Всього           | 438  | 103  |               |               |        |        |

### Збірна
| Збірна Іспанії | Збірна Іспанії | Збірна Іспанії |
| Роки           | Ігри           | Голи           |
| -------------- | -------------- | -------------- |
| 1985           | 2              | 1              |
| 1986           | 12             | 1              |
| 1987           | 7              | 2              |
| 1988           | 12             | 3              |
| 1989           | 8              | 6              |
| 1990           | 11             | 5              |
| 1991           | 7              | 1              |
| 1992           | 7              | 2              |
| Всього         | 66             | 21             |

## Досягнення

### Як гравця
- Чемпіон Іспанії (6):

«Реал Мадрид»: 1985-86, 1986-87, 1987-88, 1988-89, 1989-90, 1994-95
- Володар Кубка Іспанії (3):

«Реал Мадрид»: 1981-82, 1988-89, 1992-93
- Володар Кубка іспанської ліги (1):

«Реал Мадрид»:  1985
- Володар Суперкубка Іспанії (4):

«Реал Мадрид»: 1988, 1989, 1990, 1993
- Володар Кубка УЄФА (2):

«Реал Мадрид»: 1984-85, 1985-86

### Як тренера
- Чемпіон Греції (1):

«Олімпіакос»: 2012-13
- Володар Кубка Греції (1):

«Олімпіакос»: 2012-13

### Індивідуальні
- Футболіст року в Іспанії за версією журналу «Don Balón»: 1986
- Найкращий бомбардир Кубка європейських чемпіонів: 1988
- Володар «Бронзового бутсу» чемпіонату світу: 1990
- Футболіст року в Іспанії за версією журналу «El País»: 1993